# O. Henry
O. Henry era el pseudònim literari de l'escriptor estatunidenc William Sydney Porter (11 de setembre de 1862 – 5 de juny de 1910). Les seves històries curtes eren molt conegudes (és considerat un mestre del relat breu), i el seu intel·ligent tractament dels finals (sorprenents i enginyosos), va popularitzar en anglès l'expressió un final a la O. Henry.

## Biografia
Amb disset anys, va entrar a treballar com a comptable a la farmàcia del seu oncle. Va decidir deixar la comptabilitat per anar treballar en un ranxo d'ovelles.
El 1887 es va escapar amb la filla d'una família benestant i van tenir una filla. Desitjós de trobar una certa estabilitat, l'any 1891 va començar a treballar fent plànols per al Registre de la Propietat i poc després va entrar al First National Bank, del qual va ser acomiadat tres anys després, acusat de malversació. El dia abans del judici es va embarcar sol cap a Hondures, on va viure fins al 1897. Va tornar en saber que la seva dona estava greument malalta, al llit de mort. Tan bon punt va trepitjar els Estats Units, fou capturat per la justícia i condemnat a cinc anys de presó.
En sortir de la garjola, es va canviar el nom per esborrar el seu passat i es va traslladar a la ciutat de Nova York, que es va convertir en la inspiració dels seus relats, publicats setmanalment entre el 1903 i el 1906 al New York World. Es va casar amb la seva primera xicota.
L'enorme èxit que va aconseguir li va permetre gaudir d'un cert benestar econòmic, sempre compromès per la seva addicció a l'alcohol. Va morir a causa d'una cirrosi hepàtica.
Als Estats Units, el premi literari dedicat al conte duu el seu nom, i l'han guanyat escriptors de gran prestigi com William Faulkner, Dorothy Parker, Truman Capote, Cynthia Ozick, Raymond Carver o Saul Bellow.

## Traduccions al català
- Històries de Nova York. Traducció Xavier Pàmies, 2020. Viena Edicions.